# Карельський національно-визвольний рух
Карельський національно-визвольний рух (карел. Karjalan kanšallinivapauš liikeh, фін. Karjalan kansallinen vapautusliike), раніше Stop the Occupation of Karelia, (офіційна назва — KKL-Karjalan kansallinen liike-Stop the Occupation of Karelia) — Карельська  консервативна права організація, заснована в 2012 під назвою «Stop the Occupation of Karelia».
Деякі журналісти та політики з Росії вважають, що організація є частиною інформаційної війни Росії та Заходу.

## Історія

### Створення
Організація заснована у 2012 під назвою Stop the Occupation of Karelia. У 2014 році було створено вебсайт з такою самою назвою, який вимагав незалежності Карелії, який був заблокований Роскомнаглядом у 2015 році. Після цієї події Дмитро Кузнєцов (або Мітері Панфілов) запросив політичний притулок в Іспанії, на той час він жив у тій країні вже 2 роки.
КНД не співпрацювали з Республіканським рухом Карелії через ідеологічні розбіжності. Через це, після заборони їхнього сайту, довгий час організація була неактивною.
Карельський національний рух знову став активним після початку вторгнення на Україну в 2022 році, того ж року рух отримав свою сучасну назву.
6 червня 2023 року Карельський національний рух був зареєстрований у Тарту як некомерційна організація.

### Діяльність
КНД став членом Форуму вільних народів пост-Росії та виступав у будівлі Європарламенту у 2023 році. В організацію почали вступати нові члени, багато з яких були представниками національно-визвольних рухів.
У 2022 році Карельський національний рух намагався скласти доброзичливі контакти з фінською організацією Карельский союз який представляє інтереси карелів і фінів, та їхніх предків, які були евакуйовані з фінської Карелії після Зимової війни . КНД хотіли співпрацювати із союзом заради «повернення Карелії», що було розраховано союзом як інформаційна атака на карелів Фінляндії з боку Росії . Голова союзу Оуті Йорн зауважила, що всі повідомлення були написані ламаною фінською. Конфлікт Карельського національного руху та Карельського союзу в процесі вирішення.
Наприкінці 2022 року в організації налічувалося 25 працівників.
З грудня 2022 року активно співпрацює з поморською організацією Поморська Слобода, спільно розробляючи плани побудови незалежних держав та організації національних автономій.
КНД також намагається налагоджувати контакти з карельськими організаціями в Республіці Карелія.
У 2024 році Росія оголосила Карельський національний рух «небажаною організацією».
9 травня 2023 року КНД стало одним із засновників Альянсу корінних народів, або ж «Альянс», метою якого є реалізація «повноцінної суверенізації» національних меншин та країн колишнього СРСР від Російської Федерації.

## Карельський національний батальйон

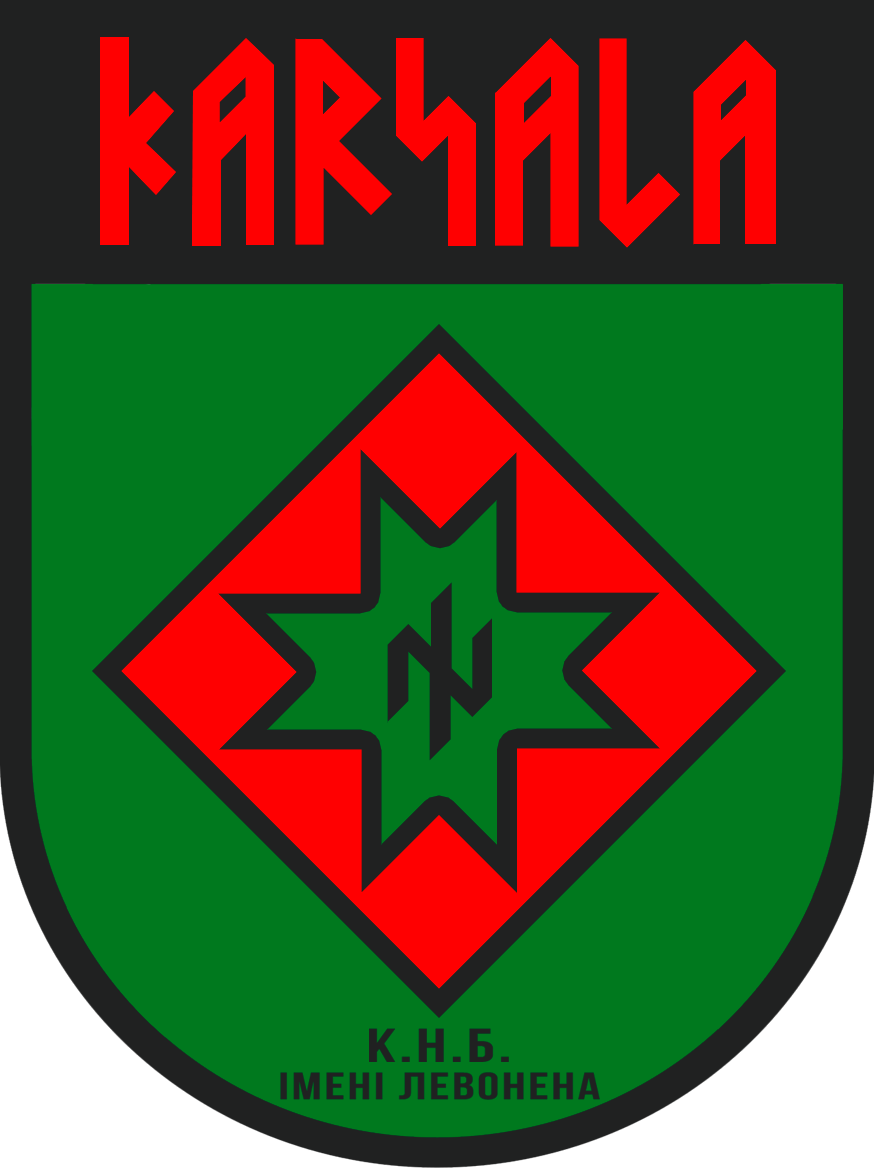
Емблема Карельського національного батальйону

У січні 2023 року було заявлено про створення Карельского національного батальона імені Левонена у складі міжнародного легіону територіальної оборони України . Основними вимогами для вступу є міцне здоров'я, відсутність проблем з алкоголем і наркотиками, відданість «традиційним нордичним цінностям», прагнення звільнити Карелію від окупації, бажання зробити внесок у перемогу над «терористичним» режимом Путіна. Деякі російські журналісти вважають, що КНБ є пропагандистським батальйоном.

## Критика
Російська сторона вважає, що організація створена для розпалювання конфліктів у Карелії та створення наративу про те, що регіон хоче відокремитися від Росії. Секретар Ради безпеки Росії Микола Патрушев заявляв про вербування жителів Карелії до «націоналістичного» батальйону закордонними спецслужбами.
Деякі фінські політики та журналісти вважають, що організація була створена російськими спецслужбами для розпалювання реваншизму та націоналізму у Фінляндії. І показати населенню Карелії, що у Фінляндії є бажання пересунути кордон на схід.

## Цілі

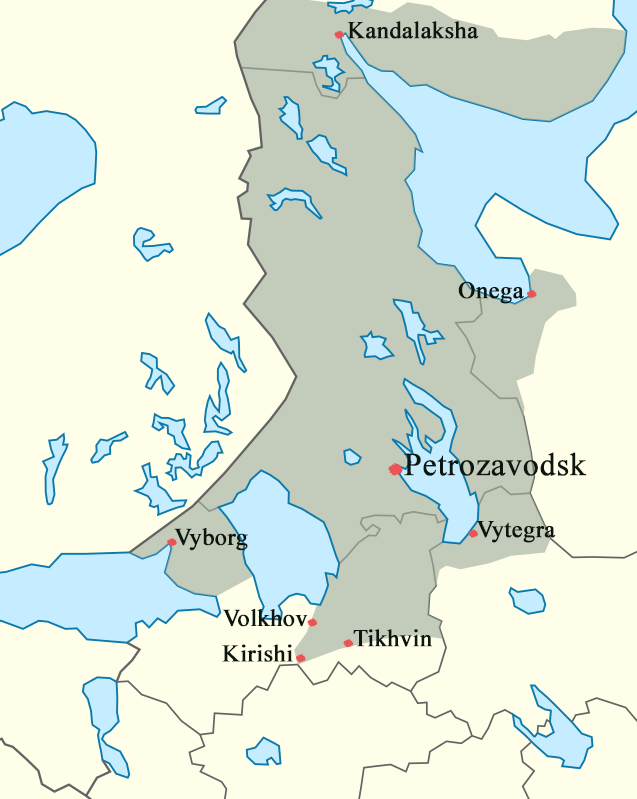
Територіальні претензії КНД

Своєю метою КНД ставить створення незалежної національної держави для карелів, фінів, вепсів, поморів та кільських норвежців, яке дотримуватиметься «традиційних нордичних цінностей». Організація вважає росіян у Карелії окупантами, які мають або асимілюватися або залишити її . При цьому Дмитро Кузнєцов критикував Республіканський рух Карелії за занадто про-російську позицію.
КНД також потребує розширення території Карелії за рахунок областей Росії. Рух висунув територіальні претензії на Карельський перешийок, включаючи Виборг, Кандалакшу, південний схід Кольського півострова, місто Онега, Тихвін, Витегра та Кіріш.
Рух виступає проти партизанської діяльності в Карелії і очікує на розвиток сценарію за прикладом Словенії під час розпаду Югославії .